# 설렁탕
설렁탕(영어: Seolleongtang 또는 ox bone soup)은 소의 머리, 내장, 뼈다귀, 발, 도가니 따위를 푹 삶아서 만든 국 또는 우려낸 국물에 밥을 말아 먹는 음식이다.
곰탕은 고기로 육수를 내는 반면에 설렁탕은 소 뼈로 국물을 내는 점이 다르고 이로 인해 국물이 뽀얀 것이 특징이다.
1970년대까지 한식하면 먼저 설렁탕을 떠올릴 정도로 대한민국의 대표적인 전통 음식 중 하나로, 특히 서울의 명물 음식이자 향토 음식이었으며, 과거에는 국민 영양식이자 짜장면 만큼이나 잘 알려진 대중음식이었다.
장국밥, 곰탕, 갈비탕, 비빕밥처럼 손님이 주문하면 바로 나오는 한국의 패스트 푸드이기도 했다.
기원에 대해서는 조선 시대에 임금이 직접 풍년을 기원하는 제사를 올리던 선농단(先農壇) 유래설이 있고, 고려 시대에 몽고인들에 의해 소주와 함께 전래되었다는 몽고 유래설이 있다.
일제가 소 사육 장려 정책을 펴자 쇠고기 값이 저렴해졌고, 덩달아 설렁탕 값이 싸지면서
설렁탕 식당이 번성했고 당대 최고의 외식 메뉴로 떠오르며 널리 알려지게 되었다. 배달문화의 원조이자 외식 문화의 도화선이 되었다는 설도 있다.

## 어원 & 유래

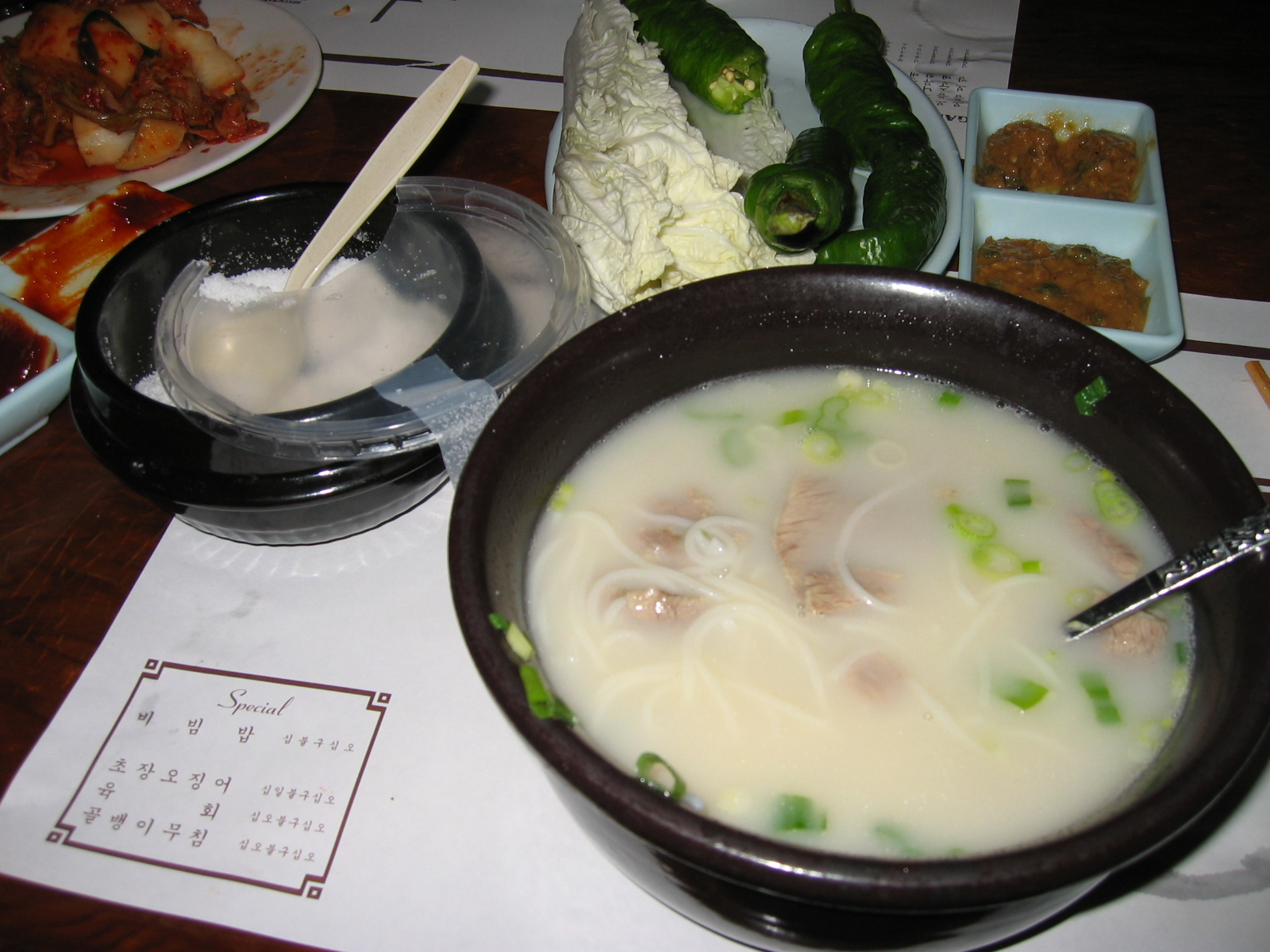
식탁 위에 차려진 설렁탕

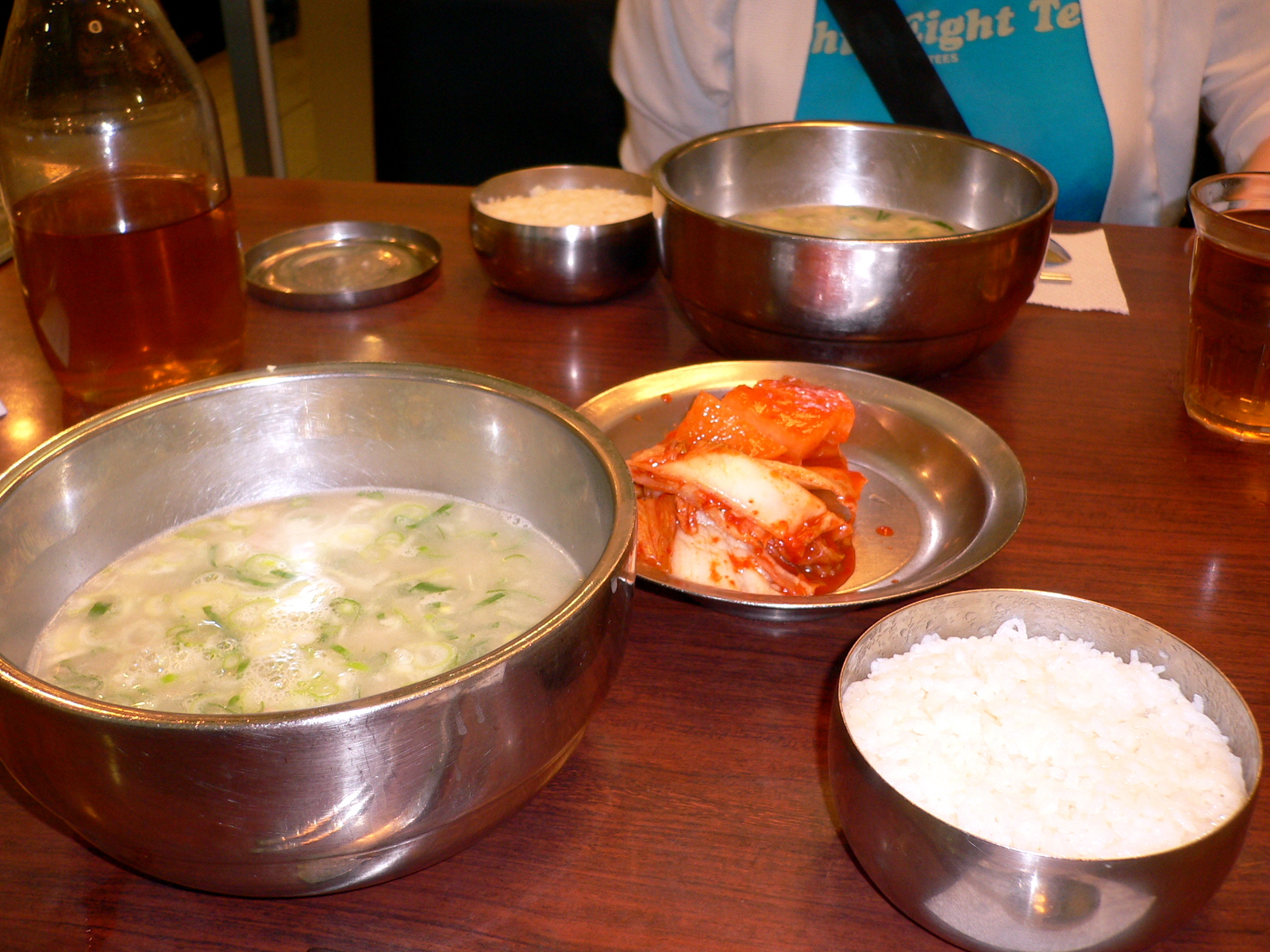
식탁 위에 차려진 설렁탕

국물이 뽀얗고 맛이 농후하다 하여 설농탕(雪濃湯)이라고도 하는 설렁탕의 어원에 대해서는 여러 학설이 있다.
그중에 선농단(先農壇)과 관련이 있는 유래설이 있다.
선농단(先農壇)이란 조선 시대에 임금이 직접 농사가 잘되기를 기원하는 마음으로 농경에 관계되는 신농씨(神農氏)하고 후직씨(后稷氏)에게 제사를 지내던 제단이다.
홍선표가 기술한 『조선요리학(朝鮮料理學)』(1940년)에 따르면 어느날 세종이 선농단에서 제를 지내고 친경(親耕) : 임금이 친히 전답을 가는 의식)을 하던 중에 갑자기 심한 비가 내려서 궁으로 돌아갈 수 없었다 한다. 비가 계속되자 배고픔을 못 견디어 친경 때에 쓰던 소를 잡아 맹물에 넣고 끓여서 먹었는데, 이것이 그 유래라고 한다.
'선농단(先農壇)'하고 관련 있으니 '선농탕'이었던 것이 '설농탕' 등 음운변화를 거쳐서 '설렁탕'이 되었다는 것이다.
또 다른 설은 『성종실록』에 보면 조선 성종이 성종 6년에 선농단(先農壇)에 제를 지낸후 백성들하고 함께 식사를 한 적이 있다고 기록되어있다. 이때에 식량공급을 늘리기 위해 가장 적은 재료를 사용해 많은 사람들을 먹일 수 있는 요리를 개발하라고 명했다는 설이 있다.
그렇게 만들어진 국밥을 '선농탕'이라 부른 데서 유래했다는 것이다. 신하가 임금께 바친 헌시(獻詩) 중에 “살찐 희생의 소를 널리 베푸시니 사물이 성하게 일고······”라는 시구가 나오는 것으로 보아 선농단에서 탕을 끓여 함께 먹었음을 짐작할 수 있다.
몽고 유래설도 있다. 13세기 전반기 몽고가 고려를 침공했을때, 소주와 함께 설렁탕이 전래되었다는 설이다. 『몽어유해(蒙語類解)』에는 고기 삶은 물인 공탕(空湯)을 몽고어로는 슈루라고 한다고 되어 있고, 『방언집석(方言輯釋)』에서는 공탕을 한나라에서는 콩탕, 청나라에서는 실러, 몽고에서는 슐루라 한다고 하였다. 따라서 이 실러, 슐루가 설렁탕이 되었다는 것이다.
만주족 같은 수렵민족은 구이를 선호하고 몽고인과 같은 유목 민족은 장시간 삶거나 고아 먹는 것을 좋아한다.
특히 많은 군사들이 한꺼번에 신속히 음식을 먹으려면 고기를 물에 끓여 먹어야 유리하다.
한반도에 주둔했던 몽고군들이 맹물에 고기를 끓여서 먹던 조리법을 고려인들이 받아들인 것이다. 그 외에도 오랫동안 ‘설렁설렁’ 끓인데서 유래했다는 설도 있다.

## 곰탕 & 설렁탕
요즘에는 소의 다리뼈가 들어가는 사골곰탕(四骨곰탕) 이나 육수 블랜딩(Blending)으로 인해 곰탕하고 설렁탕의 구분이 점점 퇴색되고 있는 추세다.
그러나 가장 큰 차이라면 설렁탕은 주로 뼈로, 곰탕은 주로 고기로 국물을 낸다는 점이다.
또한 사용하는 고기 부위와 간을 맞추는 법에서도 차이가 있다.
좀 더 상세히 기술하면, 설렁탕은 사골과 도가니, 양지머리 또는 사태를 넣고, 우설(牛舌), 허파, 지라 등과 잡육을 뼈째 모두 한 솥에 넣고 끓인다.
이에 비하여 곰탕은 소뼈를 넣지않고 소의 내장 중 곱창, 양, 곤자소니 등을 많이 넣고 끓인다.
설렁탕에 허파나 창자를 넣기도 하나 곰탕보다 뼈가 많이 들어가서 국물이 한결 뽀얗다.
곤자소니는 소의 창자 끝에 달린 기름기 많은 부분이고, 도가니는 무릎도가니와 소의 볼깃살 두 가지인데 보통 무릎도가니를 말한다.
| 구분   | 조리 방법                                                                  | 특징                                            |
| ------ | -------------------------------------------------------------------------- | ----------------------------------------------- |
| 곰탕   | 다시마나 무를 넣어 끓인다 국을 끓일 때 간장(진간장)으로 간을 맞추어서 낸다 | 국물이 진하고 기름지다                          |
| 설렁탕 | 사골을 우려내서 만든다                                                     | 먹는 사람이 소금과 파를 넣고 간을 맞추어 먹는다 |

하지만 요즘은 설렁탕이든 곰탕이든 대부분 먹을 때 소금으로 간을 맞추어 먹는다.

## 조리와 섭취
일반 식당에서는 보통 고기를 12~24시간 우려내지만, 가정에서는 보통 5~6시간으로 우려낸다.
회당 6시간 동안 3회로 끓이는 방법이 가장 적당한 방법이라고 하며, 오래 끓일 경우 영양성분이 오히려 줄어들 수도 있다.
먹을 때 소금, 후춧가루, 다진 파 등을 넣어 간을 맞춘 후, 깍두기, 김치를 곁들여 먹는다.
고기는 편육으로 만들어 놓고, 뚝배기에 밥을 담아 끓는 육수를 부은 다음 고기를 얹는다.
풍부한 고단백의 건강식으로 알려져있는 음식이나, 동물성 지방이 많고, 칼슘 흡수를 방해하는 인이 많이 들어있으며, 간을 맞추기 위해 소금을 많이 치기 때문에 고혈압과 골다공증의 악화를 불러올 수 있으므로 섭취에 주의해야 한다.
뽀얀 국물이 전부 중성 지방(TG, triglyceride)이기 때문에 자주 먹는 것은 좋지 않다.
설렁탕은 집에서 만든 것보다 전문점 것이 훨씬 맛있다.
곰탕이나 설렁탕은 집에서 적은 양을 끓여서는 제맛이 안 난다. 구색 맞추어 고기 부위를 고르기도 어렵고, 큰 솥에 많은 양을 푹 끓여야 제맛이 나기 때문이다.
기본적으로는 소금간을 하지만 입맛에 따라서는 얼큰한 맛을 내는 다대기를 첨가하기도 한다.
다대기는 끓는 간장이나 소금물에 마늘, 생강 따위를 다져 넣고 고춧가루를 뿌려 끓인 다음, 기름을 쳐서 볶은 양념의 한 종류이다.

## 생활 문화사
- 서울의 향토음식이자 크고 작은 식당에서 쉽게 먹을 수 있던 대중음식이었다. 주문하면 뚝배기에 밥을 담고 10시간 이상 끓여 우려낸 뜨거운 국물로 토렴하여 밥을 데운다. 그 다음에 채반에 놓여 있는 편육을 손님의 요구에 따라 집어넣고 뜨끈뜨끈한 국물을 듬뿍 부어 내주었던 패스트 푸드였다.

- 일제강점기 때 일제는 '한우' 수탈을 위해 식용 소 사육을 장려하자 쇠고기가 돼지고기보다 쌌다. 그래서 설렁탕 값도 쌌고 평민들의 음식이 되었다.[21]
- 1924년 2월 10일자 매일신보의 기사 내용중에 '설렁탕은 실로 조선 음식계의 패왕'이라는 내용이 실리기도 했다.

- 1930년대에는 10전, 1940년대에는 1949년 11월 4일자 서울신문에 실린 설렁탕 광고 기사에 의하면 100원(소), 150원(중), 200원(대)이었다.[22] 2011년 전국 평균 가격은 6,700원으로 조사됐다.[23]

- 한때는 설렁탕의 뽀얀 국물의 모습을 흉내내기 위해 커피 프림이나 우유, 분유를 탄 가짜 설렁탕이 있었다.[24]

- 농림수산부의 "한국인이 사랑하는 오래된 한식당"에 의하면 가장 오래된 음식점은 서울의 1904년 이문설농탕, 전남의 1910년 "나주곰탕 하얀집(영어판)" 음식점이다.[25]

- 현진건의 소설 《운수 좋은 날》에서 주인공 김첨지가 아내를 위해 사 간 음식이 바로 설렁탕이다. 그러나 병들어 누워있던 아내가 죽었다는 사실을 뒤늦게 발견하고는 울며 중얼거린다. "설렁탕을 사왔는데 왜 먹지를 못하니, 왜 먹지를 못하니.....괴상하게도 오늘은 운수가 좋더니만....."[26]

- MBC 드라마 '대장금'에서 장금이가 소뼈로 국물을 우려내는 시간이 부족하자 타락(우유)을 넣어 부족한 맛을 보충하는 장면이 나온다.
- KBS 다큐 '한식연대기' 2022년 9월 22일 방송에 따르면 음식 배달문화의 시조는 장국밥의 일종이었던 '설렁탕'이었다고 한다. 실제 당시 신문기사를 살펴보면 서울에는 설렁탕을 배달하는 배달부들이 많았다고 한다.
- 월간잡지 별건곤(別乾坤) 1929년 9월자에 설렁탕에 대해서 "집에 갈 노자돈이나 마누라 치마 사 줄돈이라도 안 사먹고 견디지 못할 것이다" 라고 하는 대목이 나온다.[27]

## 같이 보기
- 국밥
- 곰탕
- 감자탕